# Þykkvabæjarklaustur
Þykkvabæjarklaustur ist ein Kirchort im Süden Islands.
Der Ort liegt westlich des Kúðafljóts und östlich des Mýrdalssandurs. Hier wurde 1168 ein Stift der Augustiner-Chorherren gegründet, das dem Bistum Skálholt unterstellt war. Der erste Propst des Klosters war Þorlákur Þórhallsson, ihm folgten bis zur Reformation im 16. Jahrhundert weitere 19 Äbte.
Þykkvabæjarklaustur ist nicht mit dem Ort Þykkvibær zu verwechseln, der rund 120 km westlich liegt.